# Ceratina callosa
Ceratina callosa är en biart som först beskrevs av Fabricius 1794.  Ceratina callosa ingår i släktet märgbin, och familjen långtungebin. Inga underarter finns listade i Catalogue of Life.